# Svipul

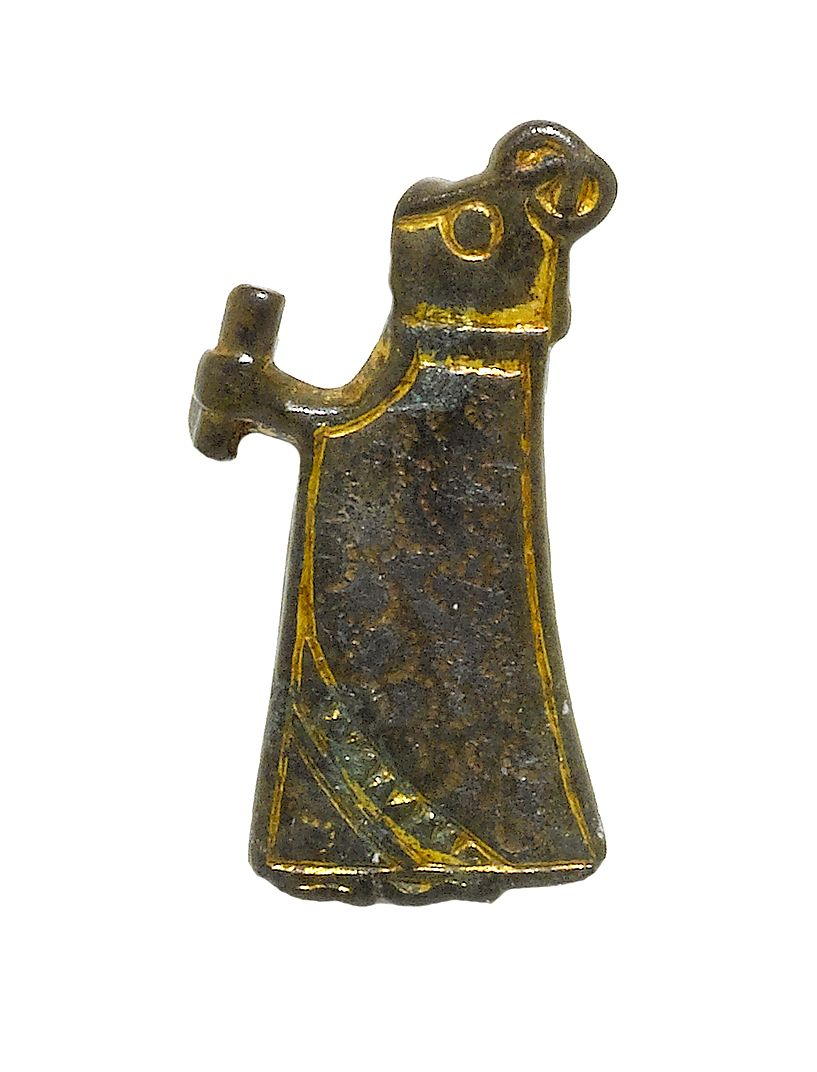
Hängsmycke: Valkyria från Nygård, Klemensker sogn, Bornholm.

Svipul är en valkyria i nordisk mytologi. Hon är en av tolv valkyrior, vilka enligt dikten Darraðarljóð på långfredagen den 23 april år 1014 sågs väva utgången av slaget vid Clontarf på en blodig vävstol, samtidigt som de sjöng en kuslig visa där de beskrev hur slaget gick. ‘Svipul’ förekommer också i två tulor, dels i en uppräkning av valkyrienamn, dels i en strof med poetiska synonymer för ‘slag’ och ‘drabbning’, vilken brukar kallas Orustu heiti. Som substantiv har svipul kunnat betyda “kort, häftig strid”, vilket tycks vara det som åsyftas här.
Valkyrienamnet verkar beskriva en kvinna som är rask i vändningarna, men också “flyktig och opålitlig”. (Jämför nyisländskans svipull, som betyder “snabb i sina rörelser”.) Rudolf Simek ger översättningen “den föränderliga”, och antar att namnet syftar på hur valkyrian kvickt kan få stridslyckan att växla.
Den maskulina motsvarigheten till Svipul är Svipal, vilket är ett av Odens många namn, som omtalas i strof 47 av Grímnismál samt i tulorna. Detta namn brukar översättas “den föränderlige” och antas syfta på Odens förmåga att ständigt byta skepnad.